# Anthaxia eumede
Anthaxia eumede es una especie de escarabajo del género Anthaxia, familia Buprestidae. Fue descrita científicamente por Théry en 1947.